# کوسه‌ماهی خاردار
کوسه‌ماهی خاردار (نام علمی: Squalus acanthias) یا سگ‌ماهی خاردار نام یک گونه از تیره کوسه‌های خاردار است.